# 乌沙科沃村委员会
乌沙科沃村委员会（俄语：Ушаковский сельсовет）是俄罗斯联邦阿穆尔州施马诺夫斯克区所属的一个村委员会。其下辖有1个居民点，行政中心为乌沙科沃。据2016年统计，该村委员会的人口为521人。